# Адміністративний устрій Липовецького району
Адміністративний устрій Липовецького району — адміністративно-територіальний поділ Липовецького району Вінницької області на 1 міську, 1 селищну та 25 сільських рад, які об'єднують 58 населених пунктів та підпорядковані Липовецькій районній раді. Адміністративний центр — місто Липовець.

## Список радЛиповецького району
| №  | Назва                         | Центр            | Населені пункти                                                   | Площа км² | Місце за площею | Населення (2001), чол. | Місце за населенням |
| -- | ----------------------------- | ---------------- | ----------------------------------------------------------------- | --------- | --------------- | ---------------------- | ------------------- |
| 1  | Липовецька міська рада        | м. Липовець      | м. Липовець                                                       |           |                 |                        |                     |
| 2  | Турбівська селищна рада       | смт Турбів       | смт Турбів                                                        |           |                 |                        |                     |
| 3  | Білянська сільська рада       | с. Біла          | с. Біла с. Нове с-ще Мала Біла с. Шендерівка                      |           |                 |                        |                     |
| 4  | Богданівська сільська рада    | с. Богданівка    | с. Богданівка                                                     |           |                 |                        |                     |
| 5  | Брицька сільська рада         | с. Брицьке       | с. Брицьке с. Конюшівка                                           |           |                 |                        |                     |
| 6  | Вахнівська сільська рада      | с. Вахнівка      | с. Вахнівка с. Журава                                             |           |                 |                        |                     |
| 7  | Вербівська сільська рада      | с. Вербівка      | с. Вербівка с-ще Ксаверівка                                       |           |                 |                        |                     |
| 8  | Війтовецька сільська рада     | с. Війтівці      | с. Війтівці с-ще Пилипенкове                                      |           |                 |                        |                     |
| 9  | Зозівківська сільська рада    | с. Зозівка       | с. Зозівка                                                        |           |                 |                        |                     |
| 10 | Зозівська сільська рада       | с. Зозів         | с. Зозів с. Олександрівка                                         |           |                 |                        |                     |
| 11 | Іваньківська сільська рада    | с. Іваньки       | с. Іваньки с. Пісочин                                             |           |                 |                        |                     |
| 12 | Козинецька сільська рада      | с. Козинці       | с. Козинці с. Кобильня с. Коханівка с. Пеньківка                  |           |                 |                        |                     |
| 13 | Костянтинівська сільська рада | с. Костянтинівка | с. Костянтинівка с. Петрівка с. Чупринівка                        |           |                 |                        |                     |
| 14 | Лозуватська сільська рада     | с. Лозувата      | с. Лозувата                                                       |           |                 |                        |                     |
| 15 | Лукашівська сільська рада     | с. Лукашівка     | с. Лукашівка с. Берестівка с. Нарцизівка с-ще Ясенецьке с. Ясенки |           |                 |                        |                     |
| 16 | Нападівська сільська рада     | с. Нападівка     | с. Нападівка с. Вікентіївка                                       |           |                 |                        |                     |
| 17 | Новоприлуцька сільська рада   | с. Нова Прилука  | с. Нова Прилука                                                   |           |                 |                        |                     |
| 18 | Попівська сільська рада       | с. Попівка       | с. Попівка с. Вернянка                                            |           |                 |                        |                     |
| 19 | Приборівська сільська рада    | с. Приборівка    | с. Приборівка с. Косаківка                                        |           |                 |                        |                     |
| 20 | Росошанська сільська рада     | с. Росоша        | с. Росоша с-ще Липовець                                           |           |                 |                        |                     |
| 21 | Сиваковецька сільська рада    | с. Сиваківці     | с. Сиваківці с. Соболівка                                         |           |                 |                        |                     |
| 22 | Скитківська сільська рада     | с. Скитка        | с. Скитка с. Теклинівка с-ще Тельмана с. Хороша                   |           |                 |                        |                     |
| 23 | Славнянська сільська рада     | с. Славна        | с. Славна с. Ганнівка с. Улянівка                                 |           |                 |                        |                     |
| 24 | Староприлуцька сільська рада  | с. Стара Прилука | с. Стара Прилука                                                  |           |                 |                        |                     |
| 25 | Струтинська сільська рада     | с. Струтинка     | с. Струтинка                                                      |           |                 |                        |                     |
| 26 | Трощанська сільська рада      | с. Троща         | с. Троща с. Гордіївка                                             |           |                 |                        |                     |
| 27 | Щасливська сільська рада      | с. Щаслива       | с. Щаслива с. Білозерівка с. Королівка с-ще Підлісне              |           |                 |                        |                     |

Скорочення: м. — місто, с. — село, смт — селище міського типу, с-ще — селище